# شنی (رنگ)
شنی بیابان یک رنگ زرد مایل به قرمز بسیار سبک و بسیار ضعیف سیرشده است که به‌طور خاص با رنگ ماسه مطابقت دارد. همچنین ممکن است به عنوان یک سایه‌ای عمیق از رنگ بژ در نظر گرفته شود.
در سال ۱۹۹۸، شنی بیابان در رنگ مداد رنگی کرایولا ساخته شد.

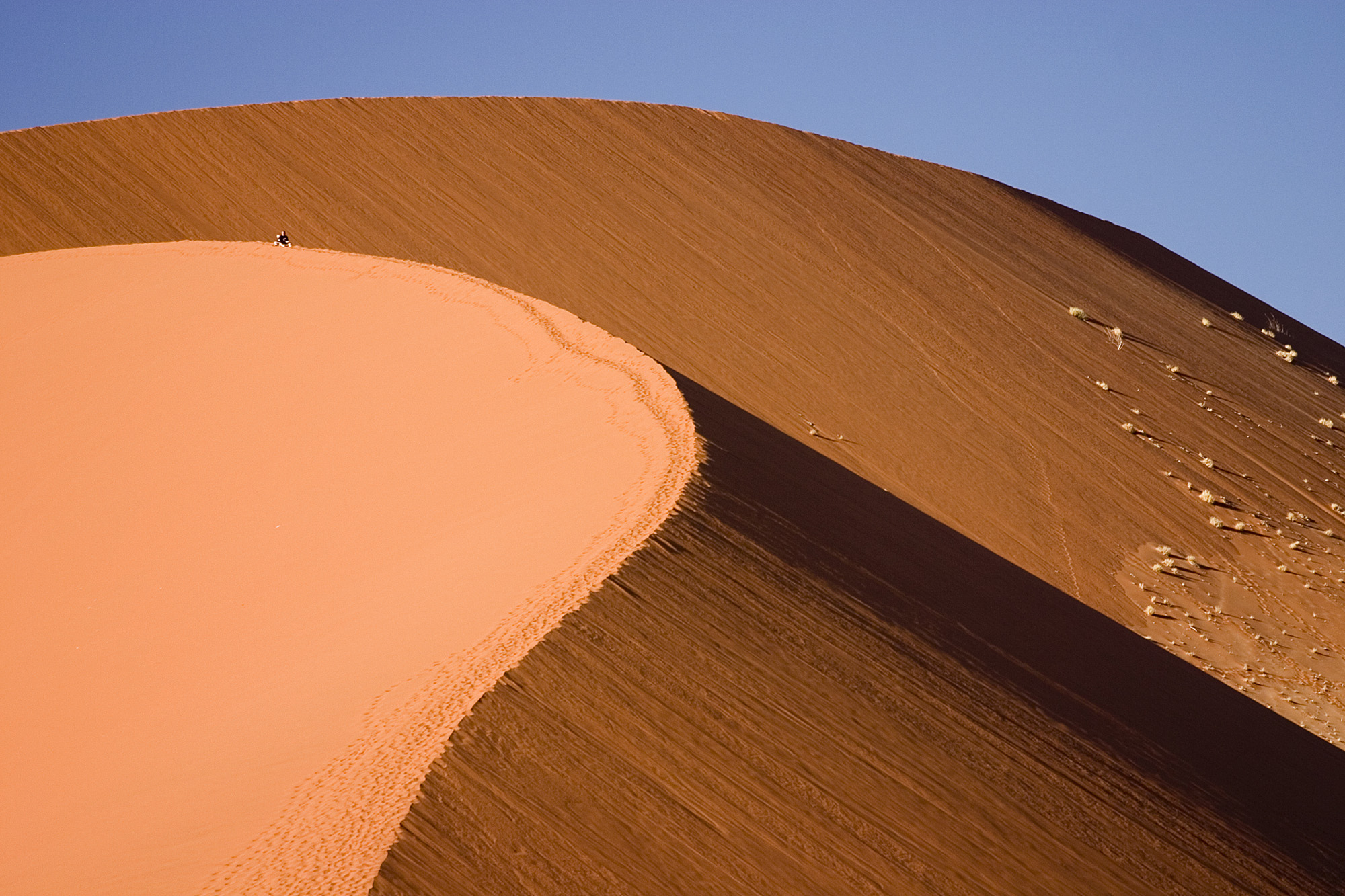
تپه شنی نامیبیا

شنی رنگی است که شبیه به رنگ ماسه ساحل است. در واقع، نام دیگر این رنگ ساحلی است، یک نام رنگ جایگزین که از سال ۱۹۲۳ برای این رنگ استفاده می‌شود.

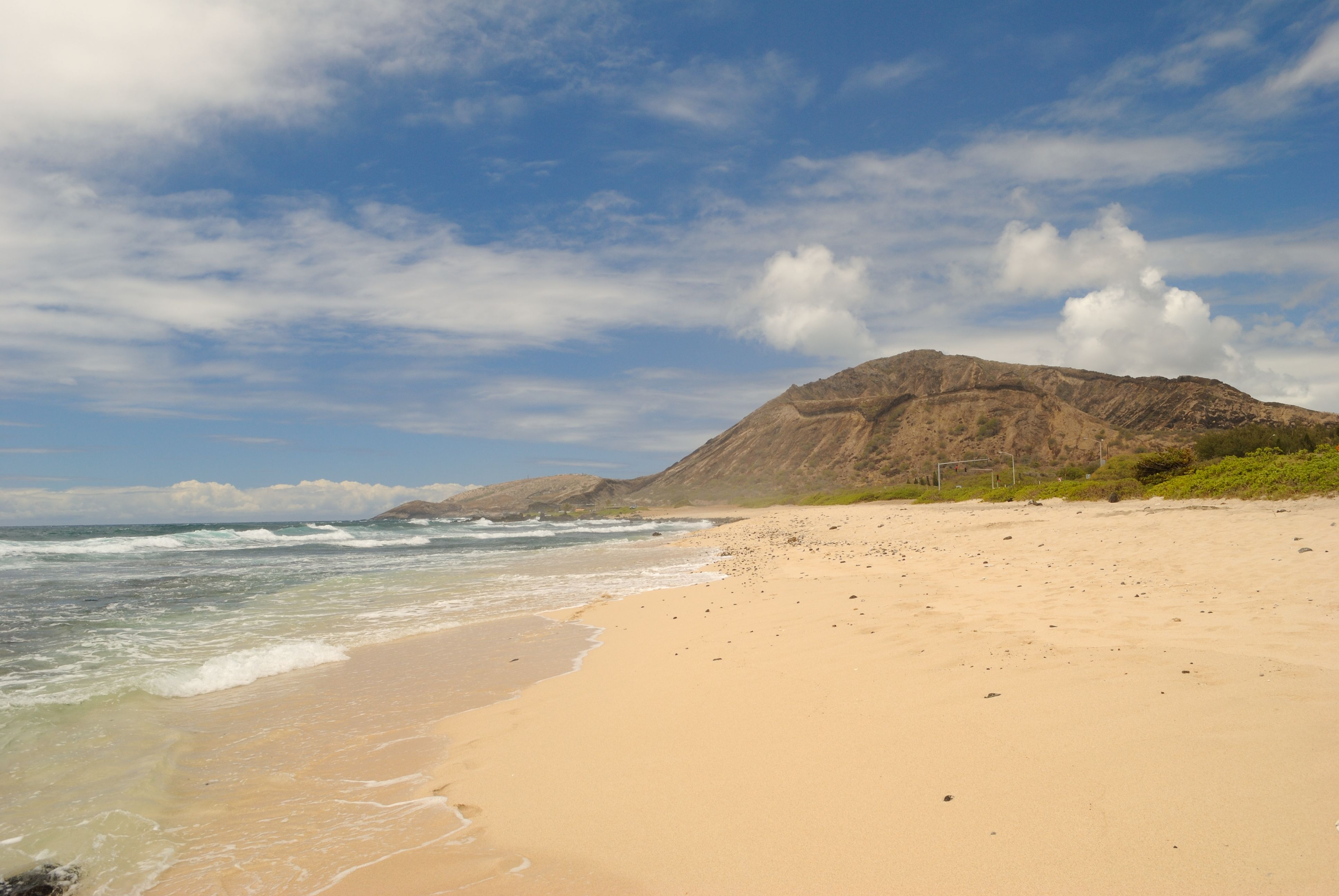
یک ساحل شنی

بیابانی رنگی است که شبیه رنگ مناطق مسطح یک بیابان است.
تپه ماسه‌ای رنگی است که شبیه رنگ تپه ماسه‌ای است که از ماسه تیره‌رنگ تشکیل شده‌است.